# شاندور هودوشی
شاندور هودوشی (مجاری: Hódosi Sándor؛ زادهٔ ۲۸ آوریل ۱۹۶۶) قایقران کایاک اهل مجارستان است.